# Milano Challenger 2002
Il Milano Challenger 2002, noto anche come Jameson Cup per motivi di sponsorizzazione, è stato un torneo di tennis facente parte della categoria ATP Challenger Series nell'ambito dell'ATP Challenger Series 2002. Il torneo si è giocato a Milano in Italia dal 25 novembre al 1º dicembre 2002 su campi in sintetico indoor.

## Vincitori

### Singolare
Mario Ančić ha battuto in finale  Grégory Carraz con il punteggio di 4–6, 6–3, 7–6(8)

### Doppio
Massimo Bertolini /  Giorgio Galimberti hanno battuto in finale  Jonathan Erlich /  Aleksandar Kitinov con il punteggio di 7–6(4), 2–6, 7–6(4)